# Gaming-pc

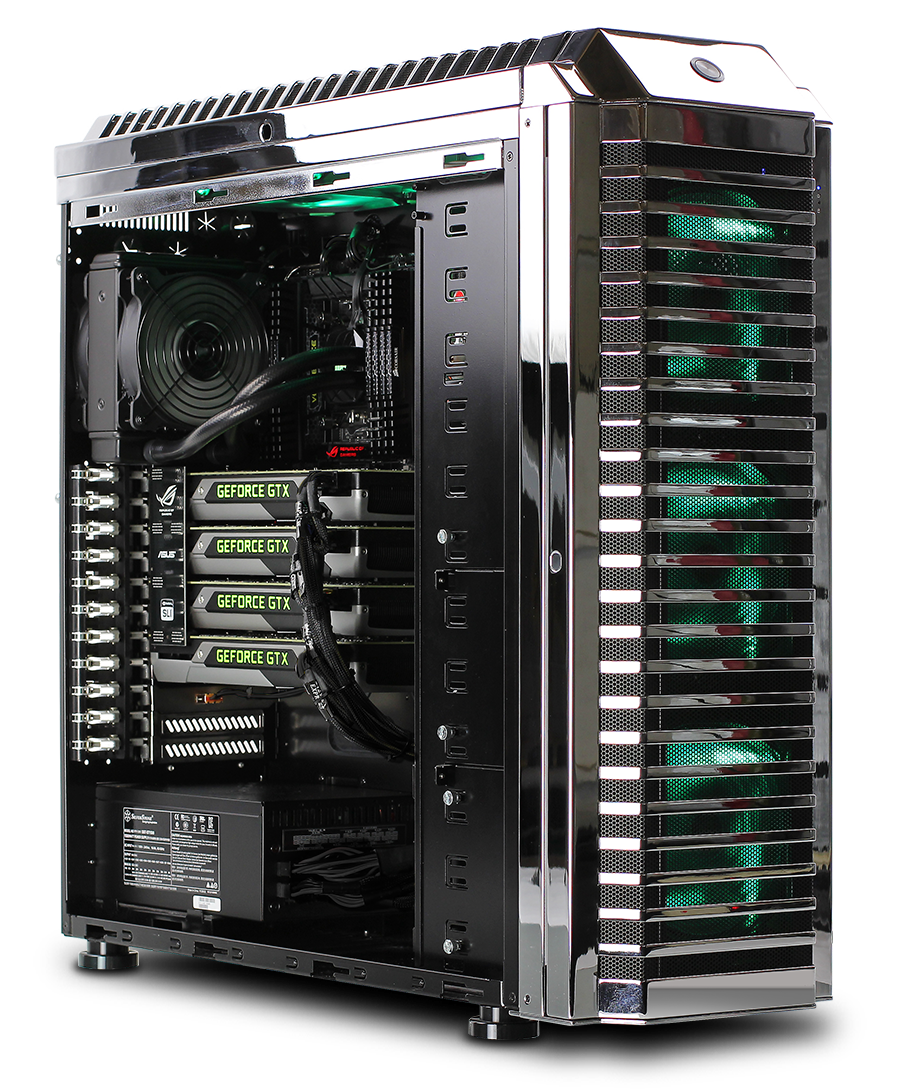
Een gaming-pc

Een gaming-pc of gamingcomputer is een type personal computer specifiek ontworpen voor het spelen van computerspellen. De computer is vergelijkbaar met een gewone desktopcomputer, met het verschil dat met name de grafische processor krachtiger is. Een gaming-pc is vaak gebouwd met een moederbord van volledige grootte, zodat ook een behuizing van ATX-formaat nodig is. Hierdoor kunnen grotere videokaarten eenvoudig worden geïnstalleerd.
Een gaming-computer kan voorgemonteerd worden gekocht, maar losse onderdelen zijn ook verkrijgbaar en kunnen vervolgens zelf worden geïnstalleerd. Mensen bouwen vaak zelf een gaming-pc als hobby, een andere reden kan zijn om de beste prijs-prestatieverhouding te verkrijgen.
Typisch voor een gaming-pc is om deze te overklokken. Dit is het sneller laten werken van de computeronderdelen.

## Laptops
Naast desktopmodellen zijn er ook gaming-laptops. Deze zijn draagbaar, snel voor hun klasse en gebruiken minder energie. Nadelen zijn echter dat deze laptops over het algemeen iets duurder zijn qua aanschaf, mindere prestaties leveren dan een vergelijkbaar desktopmodel, sneller warm worden en niet-verwisselbare onderdelen bevatten. Ook is optimale koeling vaak een probleem vanwege de dicht op elkaar liggende onderdelen.

## Groeimarkt
Gaming-pc's zijn vooral populair in het hogere segment van de pc-markt. Volgens een in 2018 gehouden onderzoek was het gamen op pc's de op twee na grootste markt voor gaming, op spelconsoles en mobiel gamen na. De totale omzet voor de pc-gamingmarkt werd in 2021 geschat op een kleine 30 miljard euro.
Pc-gaming kent ook het populaire in competitief verband spelen van computerspellen, de zogenaamde e-sports (van electronic sports). Tijdens regelmatig gehouden evenementen in grote zalen spelen teams spellen als League of Legends, Valorant en Counter-Strike: Global Offensive voor grote geldbedragen. Deze tak had in 2019 een totale omzet van ruim een miljard dollar.

## Randapparatuur en accessoires
Gespecialiseerde randapparatuur speelt een rol bij het verbeteren van de speelervaring. De accessoires bieden meer controle, comfort en prestaties. Zo zijn de hulpmiddelen bijvoorbeeld uitgerust met hogere verversingssnelheden, snellere reactietijden, programmeerbare toetsen, ergonomie en lichtgewicht. Veel moderne gamingapparatuur is daarbij vaak ook voorzien van gekleurde led-verlichting.
De wereldwijde markt voor game-accessoires bedroeg in 2023 ruim 6,5 miljard dollar (ongeveer 6,1 miljard euro). Met name randapparatuur voor mobiele game-apparaten, zoals smartphones en tablets, bezet een dominante positie binnen deze markt.
Voorbeelden van deze randapparatuur zijn:
- Toetsenbord
- Muis
- Koptelefoon (headset)
- Controller (gamepad)
- Beeldscherm (monitor)
- Muismat